# Summer World University Games 2025/Teilnehmer (Aserbaidschan)
| Gelbes Symbol für Goldmedaillen mit stilisierten Olympischen Ringen | Graues Symbol für Silbermedaillen mit stilisierten Olympischen Ringen | Braundes Symbol für Bronzemedaillen mit stilisierten Olympischen Ringen |
| ------------------------------------------------------------------- | --------------------------------------------------------------------- | ----------------------------------------------------------------------- |
| 2                                                                   | 2                                                                     | —                                                                       |

Aserbaidschan nahm an den Summer World University Games 2025 vom 16. bis zum 27. Juli  mit 70 Athleten (37 Männer und 33 Frauen) teil.

## Medaillen

### Medaillenspiegel
| Rang   | Sportart                   | Gold | Silber | Bronze | Gesamt |
| ------ | -------------------------- | ---- | ------ | ------ | ------ |
| 1      | Rhythmische Sportgymnastik | 2    | 1      | –      | 3      |
| 2      | Judo                       | –    | 1      | –      | 1      |
| Gesamt | Gesamt                     | 34   | 21     | 24     | 79     |

### Medaillengewinner
| Name/n                                                                              | Sportart                   | Wettkampf                 |
| ----------------------------------------------------------------------------------- | -------------------------- | ------------------------- |
| Gold                                                                                |                            |                           |
| Yelyzaveta Luzan Darya Sorokina Kamilla Aliyeva Laman Alimuradova Gullu Aghalarzade | Rhythmische Sportgymnastik | Gruppe Mehrkampf          |
| Yelyzaveta Luzan Darya Sorokina Kamilla Aliyeva Laman Alimuradova Gullu Aghalarzade | Rhythmische Sportgymnastik | Gruppe 5 Bänder           |
| Silber                                                                              |                            |                           |
| Elcan Hacıyev                                                                       | Judo                       | Klasse bis 90 kg          |
| Yelyzaveta Luzan Darya Sorokina Kamilla Aliyeva Laman Alimuradova Gullu Aghalarzade | Rhythmische Sportgymnastik | Gruppe 3 Bälle & 2 Reifen |

## Teilnehmer nach Sportarten

### Badminton
| Männer - Agil Gabilov - Murad Shabanzade | Frauen - Nigar Samadova - Hajar Nuriyeva |

### Beachvolleyball
| Männer - Aykhan Abdullayev / Nariman Bayramli | Frauen - Fidan Ahmadkhanova / Sabina Alizada |

### Bogenschießen
| Männer - Mahammadali Aliyev | Frauen - Fatima Huseynli |

### Fechten
| Männer - Magsud Huseynli - Saleh Mammadov - Murad Akbarov | Frauen - Khadija Hasanli - Aynur Guliyeva - Nazila Rahimova |

### Judo
| Männer - Davud Namazlı - Babarəhim Mirzəyev - Nazir Talıbov - Nəriman Mirzəyev - Mehdi Abbasov - Elcan Hacıyev - Ramazan Əhmədov | Frauen - Könül Əliyeva - Aydan Vəliyeva - Fidan Əlizadə - Aytac Qardaşxanlı - Nərmin Əmirli - Nigar Süleymanova |

### Leichtathletik
| Männer - Novruz Asadli | Frauen - Farida Rzayeva - Skina Hajizada |

### Rudern
Männer
- Nurlan Paşayev (Einer)
- Murad Sadıxov (Zweier ohne Steuermann)
- Lev Dobryantsev (Zweier ohne Steuermann)

### Schwimmen
| Männer - Rəşad Əlquliyev - Nihad Yusibov - Abdurrahman Rustamov - Ramil Valizada - Said Hamidov | Frauen - Fatima Alkaramova |

### Taekwondo
| Männer - Khidir Mammadov - Rahid Valiyev - Fuad Tahmazov - Vagif Hajiyev - Nicat İsmayılzadə - Taleh Suleymanov - Eltaj Gafarov - Hamidreza Badrialiabadi | Frauen - Salima Guliyeva - Leyla Bashirova - Maryam Mammadova - Samarrukh Osmanova - Nargiz Kazimova |

### Tennis
Männer
- Elvin Hashimov
- Kanan Gasimov

### Tischtennis
| Männer - Tural Mirzayev - Amin Orujzada - Nihad Samadzade | Frauen - Khadija Abilzade - Nigar Mahmudova - Sabina Mammdova - Zemfira Mikayilova |

### Turnen

#### Rhythmische Sportgymnastik
Frauen
Einzel:
- Ilona Zeynalova
- Kamilla Seyidzade

Mannschaft:
- Yelyzaveta Luzan
- Darya Sorokina
- Kamilla Aliyeva
- Laman Alimuradova
- Gullu Aghalarzade